# Монти-Азул-Паулиста
Монти-Азул-Паулиста (порт. Monte Azul Paulista)  —  муниципалитет в Бразилии, входит в штат Сан-Паулу. Составная часть мезорегиона Рибейран-Прету. Входит в экономико-статистический микрорегион Жаботикабал. Население составляет 20 924 человека на 2006 год. Занимает площадь 263,463 км². Плотность населения — 79,4 чел./км².

## История
Город основан 29 июня 1896 года.

## Статистика
- Валовой внутренний продукт на 2003 составляет 372.555.340,00 реалов (данные: Бразильский институт географии и статистики).
- Валовой внутренний продукт на душу населения на 2003 составляет 18.357,00 реалов (данные: Бразильский институт географии и статистики).
- Индекс развития человеческого потенциала на 2000 составляет 0,776 (данные: Программа развития ООН).